# 恩徳駅
恩徳駅（ウンドクえき）は、朝鮮民主主義人民共和国咸鏡北道慶興郡に位置する朝鮮民主主義人民共和国鉄道省灰岩線の駅である。

## 歴史
- 1942年9月14日：新阿吾地駅として開業[1]。
- 日時不明：恩徳駅に改称。

## 隣の駅
朝鮮民主主義人民共和国鉄道省
灰岩線
灰岩駅 - 恩徳駅 - 梧鳳駅